# 火星の女王
「火星の女王」（かせいのじょおう、原題: "Empress of Mars"）は、イギリスのSFドラマ『ドクター・フー』の第10シリーズ第9話。マーク・ゲイティスが脚本を執筆し、2017年6月10日に BBC One に初放送された。「火星の女王」は一般に批評家から肯定的にレビューされた。

## あらすじ
12代目ドクター（演：ピーター・カパルディ）とナードル（演：マット・ルーカス）およびビル・ポッツ（演：パール・マッキー）は、アメリカ航空宇宙局を訪れた際に火星の地表面に「女王陛下万歳」の文字が刻まれていることを知る。彼らは調査のため1811年の火星に向かうが、ナードルはターディスの誤作動により2017年の地球へ引き戻され、ビルとドクターは氷の戦士とヴィクトリア朝時代のイギリス兵に出会う。イギリス兵と協力関係にある氷の戦士のフライデーは女王イラクサを霊廟から復活させる計画を立てており、やがて起き上がったイラクサ率いる氷の戦士たちとイギリス兵の対立が始まる。

## 連続性
ドクターのソニック・スクリュードライバーが木に通用しないという設定は「静寂の図書館」（2008年）で登場した。また、本作に登場するヴィクトリア女王のポートレイト写真は「女王と狼男」（2006年）で女王役を演じたポーリーン・コリンズのものである。本作は3代目ドクターの The Curse of Peladon（1972年）の前日譚となっており、銀河同盟の代表であるケンタウルス座アルファ星の種族に氷の戦士が加入する過程が終盤で描かれている。

### 他作品への言及
氷の戦士のフライデーの名前はダニエル・デフォーの『ロビンソン・クルーソー』の登場人物フライデーにちなんでいる。兵士の1人は1930年にビリー・ベネットが録音したイギリスのミュージックホール音楽 "She Was Poor But She Was Honest" を歌っている。ビルは映画『ヴァイキング』や『ターミネーター』、『遊星からの物体X』に言及しており、ドクターも『アナと雪の女王』に触れている。女王の霊廟を発見した際にドクターは "I've got a bad feeling about this." と述べており、これは『スター・ウォーズ』のフレーズを引用している。

## 製作

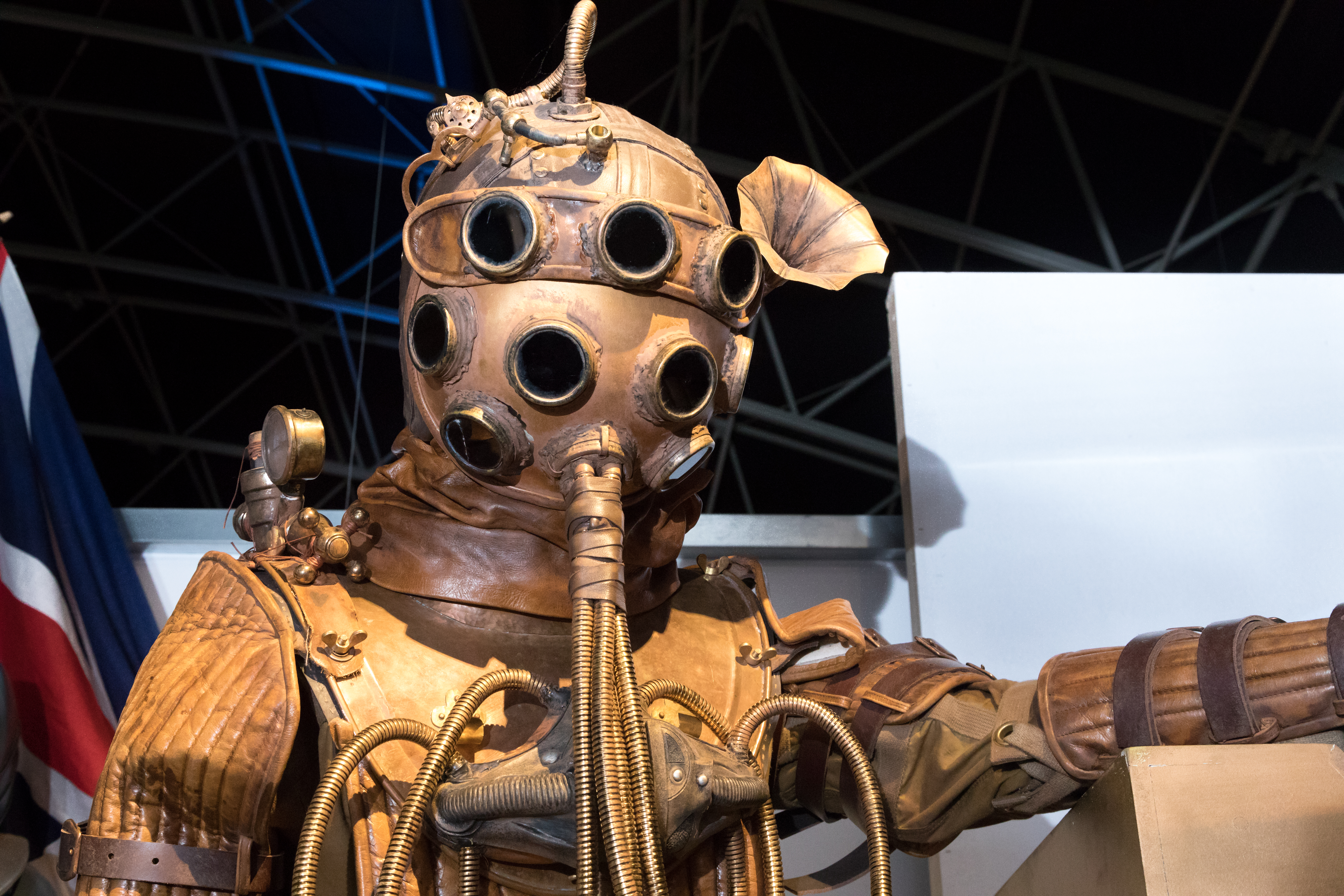
ヴィクトリア朝の宇宙服

「火星の女王」の台本の読み合わせは2017年1月11日に行われた。撮影は前話「嘘という支配」と共に2017年1月27日に開始され、2月22日に主要撮影が完了した。

### 脚本
物語は元々火星ではなくペラドンを舞台にしており、43年越しにケンタウルス座アルファ星が再登場する予定であった。また、元々は同じくマーク・ゲイティスが執筆した第9シリーズ「もう眠らない」の続編として予定されており、氷の女王が戦士たちにもう眠らないように指示する台詞で言及されていたことが報告された。

### 配役
ケンタウルス座アルファ星人はイザーネ・チャーチマンが声を当てている。チャーチマンは The Curse of Peladon と The Monster of Peladon でもケンタウルス座アルファ星人の役を担当していた。

## 放送と反応
リアルタイム視聴者数は358万人、タイムシフト視聴者を加算すると502万人であった。Appreciation Index は83を記録した。
日本では放送されていないが、2018年3月31日にHuluで「火星の女王」を含む第10シリーズの独占配信が開始された。

### 批評家の反応
| 専門評論家によるレビュー           | 専門評論家によるレビュー |
| レビュー・スコア                   | レビュー・スコア         |
| 出典                               | 評価                     |
| ---------------------------------- | ------------------------ |
| The A.V. Club                      | B-                       |
| エンターテインメント・ウィークリー | B+                       |
| SFX                                | [ 13 ]                   |
| TV Fanatic                         | [ 14 ]                   |
| IGN                                | 8.2                      |
| ニューヨーク・マガジン             | [ 16 ]                   |
| ラジオ・タイムズ                   | [ 17 ]                   |
| デイリー・ミラー                   | [ 18 ]                   |

「火星の女王」は一般に批評家から肯定的にレビューされた。
エンターテインメント・ウィークリーのニヴラ・セラノは本作をB+と評価し、物語を称賛して映画『ドリーム』になぞらえた。彼は、結果として戦争はどちらの勢力も真に正しい存在ではないという問題をこのエピソードがいかに処理しているかについてコメントし、氷の女王がダーレクやサイバーマンのような明確な悪役とは区別されていることについても言及した。さらに彼はキャッチラブ大尉（演:フェルディナンド・キングスリー）が効果的な憎まれ役の悪役であったとした。また、彼はゲイティスが1エピソード中に複数のテーマを落とし込んでいることも高く評価し、女王イラクサとビルのジェンダーを共有したつながりも称賛した。
SFXのゾーイ・デラハンティ＝ライトは本作に星3つ半を付けた。彼女は本作が全体としてストイックかつ頼みになるエピソードである一方、始まりがぎこちなく、登場人物に深みをもたらす機会を逃しているとも述べた。また、氷の戦士が理由なくイギリス兵士を殺害したがる悪役に見えたともコメントした。なお、彼女はケンタウルス座アルファ星の再登場を称賛し、長年のファンのための楽しいサービスであるとした。
ニューヨーク・マガジンのロス・ルーディガーは本作に星5つを与え、第7シリーズ「冷戦」（2013年）以来となる氷の戦士の再登場を高く評価した。彼は本作が名誉・忠誠・贖罪に捧げられたエピソードであるとし、ゲイティスの脚本を称賛した。彼はターディスが火星を去った理由がないことに苦言を呈したものの、ミッシーが真に反省したのかそれとも計略の内なのかという、ミッシーのストーリー・アークの複雑性を高く評価した。彼はイラクサ役のエデル・リンチと、クラシックシリーズへの言及が本作で最高であるとした。ラジオ・タイムズのパトリック・マルケーンも5点満点を与え、物語が良く組み立てられていると称賛した。彼は過去のエピソードに登場していたキャラクター以上に本作のキャラクターにゲイティスが深みを与えたことと、氷の戦士の複雑性彼らの典型的な名誉と強さと忠誠心の描写を高く評価した。また、そのように氷の戦士が屈強な存在でありながら人間との交渉の余地を見せた点も絶賛した。